# Pteronia
Pteronia es un género de plantas con flores perteneciente a la familia  Asteraceae. Comprende 144 especies descritas y solo 72 aceptadas.

## Taxonomía
El género fue descrito por Carlos Linneo y publicado en Species Plantarum, Editio Secunda 1176. 1763. La especie tipo es Pteronia camphorata (L.) L. 

## Especies
| - Pteronia acuminata - Pteronia acuta - Pteronia adenocarpa - Pteronia ambrariifolia - Pteronia anisata - Pteronia aspalatha - Pteronia beckeoides - Pteronia bolusii - Pteronia callosa - Pteronia camphorata - Pteronia centauroides - Pteronia ciliata - Pteronia cinerea - Pteronia cylindracea - Pteronia diosmifolia - Pteronia divaricata - Pteronia eenii - Pteronia elata - Pteronia elongata - Pteronia empetrifolia - Pteronia erythrochaeta - Pteronia fasciculata - Pteronia fastigiata - Pteronia flexicaulis - Pteronia foleyi - Pteronia glabrata - Pteronia glauca - Pteronia glaucescens - Pteronia glomerata - Pteronia gymnocline - Pteronia heterocarpa - Pteronia hirsuta - Pteronia hutchinsoniana - Pteronia incana - Pteronia inflexa - Pteronia intermedia | - Pteronia leptospermoides - Pteronia leucoclada - Pteronia leucoloma - Pteronia lucilioides - Pteronia membranacea - Pteronia mooreiana - Pteronia mucronata - Pteronia oblanceolata - Pteronia onobromoides, - Pteronia oppositifolia - Pteronia ovalifolia - Pteronia pallens - Pteronia paniculata - Pteronia pillansii - Pteronia polygalifolia - Pteronia pomonae - Pteronia punctata - Pteronia quinqueflora - Pteronia rangei - Pteronia scabra - Pteronia scariosa - Pteronia smutsii - Pteronia sordida - Pteronia spinulosa - Pteronia stoehelinoides - Pteronia stricta - Pteronia succulenta - Pteronia tenuifolia - Pteronia teretifolia - Pteronia tricephala - Pteronia uncinata - Pteronia undulata - Pteronia unguiculata - Pteronia utilis - Pteronia villosa - Pteronia viscosa |